# Koreaanse League Cup
De K-League Cup is voetbaltoernooi in Zuid-Korea dat gespeeld wordt in perioden waarin het nationale elftal veel van huis is. De clubs kunnen op deze manier door blijven voetballen, maar verliezen niet de kans op de K-League-titel doordat de sterspelers weg zijn met het nationale elftal.
Het toernooi werd voor het eerst georganiseerd 1986, onder de naam 'Korea Professional Championship'. Het nationale elftal was toen actief op het WK in Mexico. De volgende versie van het toernooi vond pas weer plaats in 2004, dit vanwege de Olympische Spelen en de Azië Cup.
| Jaar     | Naam                               | Winnaar                 | Tweede                 |
| -------- | ---------------------------------- | ----------------------- | ---------------------- |
| 1986     | Professional Football Championship | Hyundai Horangi         | Daewoo Royals          |
| 1992     | Adidas Cup                         | Ilhwa Chunma            | LG Cheetahs            |
| 1993     | Adidas Cup                         | POSCO Atoms             | Hyundai Horang-i       |
| 1994     | Adidas Cup                         | Yukong Elephants        | LG Cheetahs            |
| 1995     | Adidas Cup                         | Hyundai Horang-i        | Ilhwa Chunma           |
| 1996     | Adidas Cup                         | Bucheon Yukong          | Pohang Atoms           |
| 1997     | Adidas Cup                         | Busan Daewoo Royals     | Chunnam Dragons        |
| 1997 (s) | Prospecs Cup                       | Busan Daewoo Royals     | Pohang Steelers        |
| 1998     | Adidas Korea Cup                   | Ulsan Hyundai Horang-i  | Bucheon SK             |
| 1998 (s) | Philip Morris Korea Cup            | Busan Daewoo Royals     | Bucheon SK             |
| 1999     | Adidas Cup                         | Suwon Samsung Bluewings | Anyang LG Cheetahs     |
| 1999 (s) | Daehanhwajae Cup                   | Suwon Samsung Bluewings | Busan Daewoo Royals    |
| 2000     | Adidas Cup                         | Suwon Samsung Bluewings | Seongnam Ilhwa Chunma  |
| 2000 (s) | Daehanhwajae Cup                   | Bucheon SK              | Chunnam Dragons        |
| 2001     | Adidas Cup                         | Suwon Samsung Bluewings | Busan I'cons           |
| 2002     | Adidas Cup                         | Seongnam Ilhwa Chunma   | Ulsan Hyundai Horang-i |
| 2003     | Geen competitie                    | Geen competitie         | Geen competitie        |
| 2004     | Samsung Hauzen Cup                 | Seongnam Ilhwa Chunma   | Daejeon Citizen        |
| 2005     | Samsung Hauzen Cup                 | Suwon Samsung Bluewings | Ulsan Hyundai Horang-i |
| 2006     | Samsung Hauzen Cup                 | FC Seoul                | Seongnam Ilhwa Chunma  |
| 2007     | Samsung Hauzen Cup                 | Ulsan Hyundai Horang-i  | FC Seoul               |
| 2008     | Samsung Hauzen Cup                 | Suwon Samsung Bluewings | Chunnam Dragons        |
| 2009     | Peace Cup Korea                    | Pohang Steelers         | Busan IPark            |
| 2010     | Posco Cup                          | FC Seoul                | Jeonbuk Hyundai Motors |
| 2011     | Rush & Cash Cup                    | Ulsan Hyundai           | Busan IPark            |